# He’s Back (The Man Behind The Mask)
He's Back (The Man Behind The Mask) egy dal, a legendás Hard Rock énekestől, Alice Cooper-től. Cooper 1986-ban készítette el a dalt, Constrictor című albumára. A dal a Friday the 13th: Jasons Live filmzenéje volt, amely szintén '86-ban került a filmvászonra.
A dalban hallható többször is a "chi-chi-chi-ha-ha-ha", amely eredetileg a Péntek 13. című filmben volt hallható.
Az albumról ez a dal volt az egyetlen amely videóklipbe került.
A Lordi zenekar feldolgozta ezt a dalt. 2003-as turnéjuk során koncerteken adták elő, majd a stúdióban is rögzített felvételt a rádió sugározta. A Children of Bodom szintén feldolgozta a számot, 2002-ben. A One Man Army and the Undead Quartet is feldolgozta a felvételt, amelyet 2007-ben jelentettek meg.